# Angel Dust (album de Z-Ro)
Pour les articles homonymes, voir Angel Dust.
Albums de Z-Ro
Meth
(2011) The Crown
(2014)
Angel Dust est le quinzième album studio de Z-Ro, sorti le 2 octobre 2012.
L'album s'est classé 13e au Top Rap Albums, 17e Top R&B/Hip-Hop Albums, 23e au Top Independent Albums et 120e au Billboard 200.

## Liste des titres
| No  | Titre                              | Durée |
| --- | ---------------------------------- | ----- |
| 1.  | Never Been                         | 4:50  |
| 2.  | These Days                         | 3:40  |
| 3.  | I Just Wanna Say                   | 1:54  |
| 4.  | Truth Is                           | 2:37  |
| 5.  | Dicc On U (featuring B.G.)         | 4:39  |
| 6.  | Love It (featuring Lil Flea)       | 2:39  |
| 7.  | Phuq With Me                       | 1:23  |
| 8.  | Young Nigga                        | 2:47  |
| 9.  | Time                               | 4:20  |
| 10. | Heaven                             | 3:13  |
| 11. | Jaccers Wanna Know                 | 4:09  |
| 12. | Take My Time (featuring Lil' Flip) | 4:24  |
| 13. | When I Get Free                    | 4:16  |
| 14. | Today (featuring K-Rino)           | 4:26  |